# بیلا (ناحیه هاولیتشکوف برود)
بیلا (به چکی: Bělá) یک منطقهٔ مسکونی در جمهوری چک است که در ناحیه هاولیتشکوف برود واقع شده‌است. بیلا ۴٫۰۶ کیلومتر مربع مساحت و ۲۱۳ نفر جمعیت دارد و ۵۴۱ متر بالاتر از سطح دریا واقع شده‌است.